# Campionat de Catalunya de Clubs de curses de muntanya
El Campionat de Catalunya de Clubs de curses de muntanya, oficialment conegut com a Campionat de Catalunya de curses de muntanya per equips, és una competició de curses de muntanya a una única prova, organitzada anualment des de 2008 per la Federació d'Entitats Excursionistes de Catalunya (FEEC), per disputar-se el títol de millor equip de Catalunya. Únicament s'hi poden inscriure aquells clubs federats a la FEEC sense haver-hi límit de corredors per club. El resultat final es determina per un còmput de punts tenint en compte els quatre millors resultats masculins i els dos millor femenins.

## Historial
| Edició      | Any  | Lloc                          | Cursa                                   | Campió              | 2n Classificat      | 3r Classificat |
| ----------- | ---- | ----------------------------- | --------------------------------------- | ------------------- | ------------------- | -------------- |
| I detalls   | 2008 | Argentona (Maresme)           | 6a Cursa de Muntanya Castell de Burriac | CE Esparreguera     | -                   | -              |
| II detalls  | 2009 | Alcanar (Montsià)             | 3a Pujada al Montsià                    | AE Diedre           | AE Alcanar          | UA Terrassa SE |
| III detalls | 2010 | Argentona (Maresme)           | 8a Cursa de Muntanya Castell de Burriac | AE Diedre           | UA Terrassa SE      | UE Vic         |
| IV detalls  | 2011 | Queralbs (Ripollès)           | 6a Clàssica a l'Olla de Núria           | AE Diedre           | AE Mountain Runners | UE Vic         |
| V detalls   | 2012 | Vilanova i la Geltrú (Garraf) | 9a Cursa de Muntanya de la Talaia       | CE Callús           | AE Mountain Runners | AE Matxacuca   |
| VI detalls  | 2013 | Sanaüja (Segarra)             | 7a Cursa de l'Alta Segarra              | AE Mountain Runners | CE Callús           | AE Matxacuca   |
| VII detalls | 2014 |                               |                                         |                     |                     |                |

## Campionat del 2010[calcitació]
La tercera edició es disputà el 14 de novembre de 2010 a la 8a Cursa de Muntanya Castell de Burriac "Trofeu Pere Asturiano", recentment coneguda com a Burriac Xtrem, una prova de 26,1 km i 1.257,41 m de desnivell acumulat. La cursa es va dur a terme al Parc de la Serralada Litoral, amb sortida i arribada a la plaça Nova d'Argentona (Maresme), tenint com a part més tècnica la pujada al castell de Burriac. La prova fou organitzada pel GM Argentona i supervisada per la Federació d'Entitats Excursionistes de Catalunya (FEEC). Paral·lelament, la cursa puntuava com la vuitena i última cursa del VIII Circuit Català de curses de muntanya.
| AE Diedre (473 punts) |                 |         |       |
| Pos.                  | Atleta          | Temps   | Punts |
| 1r                    | Pere Aurell     | 2:03:51 | 110   |
| 5è                    | Gerard Morales  | 2:07:18 | 75    |
| 6è                    | Manel Amor      | 2:08:10 | 73    |
| 11è                   | Xavi Guinovart  | 2:15:00 | 67    |
| 2a                    | Montse Martínez | 2:35:40 | 97    |
| 22a                   | Núria Padrisa   | 3:20:17 | 51    |

| UA Terrassa SE (434 punts) |                   |         |       |
| Pos.                       | Atleta            | Temps   | Punts |
| 2n                         | Javi Delgado      | 2:04:50 | 97    |
| 13è                        | Pere Castillo     | 2:15:33 | 63    |
| 28è                        | Francisco García  | 2:26:34 | 43    |
| 36è                        | Hèctor Romero     | 2:29:42 | 35    |
| 1a                         | Mònica Ardid Ubed | 2:27:02 | 110   |
| 3a                         | Judit Casas       | 2:37:06 | 86    |

| UE Vic (354 punts) |                     |         |       |
| Pos.               | Atleta              | Temps   | Punts |
| 7è                 | Xevi Vidal          | 2:10:32 | 71    |
| 8è                 | Josep Barrufet      | 2:10:40 | 69    |
| 21è                | Dani Bordallo       | 2:23:55 | 51    |
| 37è                | Jordi Parareda      | 2:29:54 | 33    |
| 10a                | Anna Comet i Pascua | 2:56:28 | 69    |
| 17a                | Sònia Bruguera      | 3:15:11 | 61    |

### Resultats individuals
| Pos.              | Corredor     | Club           | Temps   |
| ----------------- | ------------ | -------------- | ------- |
| Medalla d'or      | Pere Aurell  | AE Diedre      | 2:03:51 |
| Medalla de plata  | Javi Delgado | UA Terrassa SE | 2:04:50 |
| Medalla de bronze | Xavi Espinya | CE Guissonenc  | 2:06:18 |

| Pos.              | Corredora       | Club           | Temps   |
| ----------------- | --------------- | -------------- | ------- |
| Medalla d'or      | Mònica Ardid    | UA Terrassa SE | 2:27:02 |
| Medalla de plata  | Montse Martínez | AE Diedre      | 2:35:40 |
| Medalla de bronze | Judit Casas     | UA Terrassa SE | 2:37:06 |